# Torremejía
Torremejía là một đô thị trong tỉnh Badajoz, Extremadura, Tây Ban Nha. Theo điều tra dân số 2006 (INE), đô thị này có dân số là 2184 người.
38°47′B 06°22′T / 38,783°B 6,367°T